# Coalinga
Coalinga város az USA Kalifornia államában, Fresno megyében. Lakosainak száma 17 590 fő (2020. április 1.).

## Népesség
A település népességének változása:

| 2010 | 13 380 |
| 2020 | 17 590 |